# Gabino (nombre)
Gabino es un nombre propio masculino de origen latino en su variante en español. Es un gentilicio de Gabii, antigua localidad del Lacio, entre Roma y Preneste.

## Santoral
- 19 de febrero: San Gabino, presbítero y mártir († 296).
- 25 de octubre: San Gabino, soldado romano y mártir († 303) en Porto Torres (Cerdeña).

## Variantes
- Femenino: Gabina.
- Diminutivo: Gabi.

| Variantes en otras lenguas | Variantes en otras lenguas |
| -------------------------- | -------------------------- |
| Español                    | Gabino                     |
| Asturiano                  | Gabín                      |
| Catalán                    | Gabí                       |
| Checo                      | Gabin                      |
| Euskera                    | Gabin                      |
| Francés                    | Gabin                      |
| Inglés                     | Gavinus                    |
| Italiano                   | Gavino                     |
| Latín                      | Gabinus                    |
| Polaco                     | Gabin                      |
| Portugués                  | Gabínio                    |
| Sardo                      | Gabinu, Baingio, Aini      |